# Liste des médaillées aux championnats du monde de gymnastique artistique - Saut

## Médaillées
| Édition | Lieu                                      | Or                                            | Argent                                                        | Bronze                                        |
| ------- | ----------------------------------------- | --------------------------------------------- | ------------------------------------------------------------- | --------------------------------------------- |
| 1903    | Anvers                                    | Pas d'épreuves féminines                      | Pas d'épreuves féminines                                      | Pas d'épreuves féminines                      |
| 1905    | Bordeaux                                  | Pas d'épreuves féminines                      | Pas d'épreuves féminines                                      | Pas d'épreuves féminines                      |
| 1907    | Prague                                    | Pas d'épreuves féminines                      | Pas d'épreuves féminines                                      | Pas d'épreuves féminines                      |
| 1909    | Luxembourg                                | Pas d'épreuves féminines                      | Pas d'épreuves féminines                                      | Pas d'épreuves féminines                      |
| 1911    | Turin                                     | Pas d'épreuves féminines                      | Pas d'épreuves féminines                                      | Pas d'épreuves féminines                      |
| 1913    | Paris                                     | Pas d'épreuves féminines                      | Pas d'épreuves féminines                                      | Pas d'épreuves féminines                      |
| 1922    | Ljubljana                                 | Pas d'épreuves féminines                      | Pas d'épreuves féminines                                      | Pas d'épreuves féminines                      |
| 1926    | Lyon                                      | Pas d'épreuves féminines                      | Pas d'épreuves féminines                                      | Pas d'épreuves féminines                      |
| 1930    | Luxembourg                                | Pas d'épreuves féminines                      | Pas d'épreuves féminines                                      | Pas d'épreuves féminines                      |
| 1934    | Budapest                                  | pas de finales aux engins                     | pas de finales aux engins                                     | pas de finales aux engins                     |
| 1938    | Prague                                    | pas de finales aux engins                     | pas de finales aux engins                                     | pas de finales aux engins                     |
| 1942    | N'a pas eu lieu (Seconde Guerre mondiale) | N'a pas eu lieu (Seconde Guerre mondiale)     | N'a pas eu lieu (Seconde Guerre mondiale)                     | N'a pas eu lieu (Seconde Guerre mondiale)     |
| 1950    | Bâle                                      | Helena Rakoczy (POL)                          | Gertrude Kolar (AUT)                                          | Alexandra Lemoine (FRA)                       |
| 1954    | Rome                                      | Ann-Sofi Pettersson (SWE) Tamara Manina (URS) | -                                                             | Evy Berggren (SWE)                            |
| 1958    | Moscou                                    | Larissa Latynina (URS)                        | Sofia Muratova (URS) Lidia Kalinina (URS) Tamara Manina (URS) | -                                             |
| 1962    | Prague                                    | Věra Čáslavská (TCH)                          | Larissa Latynina (URS)                                        | Tamara Manina (URS)                           |
| 1966    | Dortmund                                  | Věra Čáslavská (TCH)                          | Erika Zuchold (GDR)                                           | Natalia Kutchinskaya (URS)                    |
| 1970    | Ljubljana                                 | Erika Zuchold (GDR)                           | Karin Janz (GDR)                                              | Ludmilla Tourischeva (URS) Lyubov Burda (URS) |
| 1974    | Varna                                     | Olga Korbut (URS)                             | Ludmilla Tourischeva (URS)                                    | Bozena Perdykulova (TCH)                      |
| 1978    | Strasbourg                                | Nellie Kim (URS)                              | Nadia Comăneci (ROU)                                          | Steffi Kraker (GDR)                           |
| 1979    | Fort Worth                                | Dumitrița Turner (ROU)                        | Stella Zakharova (URS)                                        | Nellie Kim (URS) Steffi Kraker (GDR)          |
| 1981    | Moscou                                    | Maxi Gnauck (GDR)                             | Stella Zakharova (URS)                                        | Steffi Kraker (GDR)                           |
| 1983    | Budapest                                  | Boriana Stoyanova (BUL)                       | Lavinia Agache (ROU) Ecaterina Szabo (ROU)                    | -                                             |
| 1985    | Montréal                                  | Elena Shushunova (URS)                        | Ecaterina Szabo (ROU)                                         | Dagmar Kersten (GDR)                          |
| 1987    | Rotterdam                                 | Elena Shushunova (URS)                        | Eugenia Golea (ROU)                                           | Aurelia Dobre (ROU)                           |
| 1989    | Stuttgart                                 | Olesia Dudnik (URS)                           | Cristina Bontaş (ROU) Brandy Johnson (USA)                    | -                                             |
| 1991    | Indianapolis                              | Lavinia Miloşovici (ROU)                      | Henrietta Ónodi (HUN) Oksana Chusovitina (URS)                | -                                             |
| 1992    | Paris                                     | Henrietta Ónodi (HUN)                         | Svetlana Boginskaya (CEI)                                     | Oksana Chusovitina (CEI)                      |
| 1993    | Birmingham                                | Elena Piskun (BLR)                            | Lavinia Miloşovici (ROU)                                      | Oksana Chusovitina (UZB)                      |
| 1994    | Brisbane                                  | Gina Gogean (ROU)                             | Svetlana Khorkina (RUS)                                       | Lavinia Miloşovici (ROU)                      |
| 1995    | Sabae                                     | Lilia Podkopayeva (UKR) Simona Amânar (ROU)   | -                                                             | Gina Gogean (ROU)                             |
| 1996    | San Juan                                  | Gina Gogean (ROU)                             | Simona Amânar (ROU)                                           | Annia Portuondo (CUB)                         |
| 1997    | Lausanne                                  | Simona Amânar (ROU)                           | Zhou Duan (CHN)                                               | Gina Gogean (ROU)                             |
| 1999    | Tianjin                                   | Elena Zamolodchikova (RUS)                    | Simona Amânar (ROU)                                           | Maria Olaru (ROU)                             |
| 2001    | Gand                                      | Svetlana Khorkina (RUS)                       | Oksana Chusovitina (UZB)                                      | Andreea Răducan (ROU)                         |
| 2002    | Debrecen                                  | Elena Zamolodchikova (RUS)                    | Natalia Ziganshina (RUS)                                      | Oksana Chusovitina (UZB)                      |
| 2003    | Anaheim                                   | Oksana Chusovitina (UZB)                      | Kang Yun Mi (PRK) Elena Zamolodchikova (RUS)                  | -                                             |
| 2005    | Melbourne                                 | Cheng Fei (CHN)                               | Oksana Chusovitina (UZB)                                      | Alicia Sacramone (USA)                        |
| 2006    | Aarhus                                    | Cheng Fei (CHN)                               | Alicia Sacramone (USA)                                        | Oksana Chusovitina (GER)                      |
| 2007    | Stuttgart                                 | Cheng Fei (CHN)                               | Hong Su-jong (PRK)                                            | Alicia Sacramone (USA)                        |
| 2009    | Londres                                   | Kayla Williams (USA)                          | Ariella Kaeslin (SUI)                                         | Youna Dufournet (FRA)                         |
| 2010    | Rotterdam                                 | Alicia Sacramone (USA)                        | Aliya Mustafina (RUS)                                         | Jade Barbosa (BRA)                            |
| 2011    | Tokyo                                     | McKayla Maroney (USA)                         | Oksana Chusovitina (GER)                                      | Phan Thi Ha Thanh (VIE)                       |
| 2013    | Anvers                                    | McKayla Maroney (USA)                         | Simone Biles (USA)                                            | Hong Un-jong (PRK)                            |
| 2014    | Nanning                                   | Hong Un-jong (PRK)                            | Simone Biles (USA)                                            | Mykayla Skinner (USA)                         |
| 2015    | Glasgow                                   | Maria Paseka (RUS)                            | Hong Un-jong (PRK)                                            | Simone Biles (USA)                            |
| 2017    | Montréal                                  | Maria Paseka (RUS)                            | Jade Carey (USA)                                              | Giulia Steingruber (SUI)                      |
| 2018    | Doha                                      | Simone Biles (USA)                            | Shallon Olsen (CAN)                                           | Alexa Moreno (MEX)                            |
| 2019    | Stuttgart                                 | Simone Biles (USA)                            | Jade Carey (USA)                                              | Ellie Downie (GBR)                            |
| 2021    | Kitakyūshū                                | Rebeca Andrade (BRA)                          | Asia D'Amato (ITA)                                            | Angelina Melnikova                            |
| 2022    | Liverpool                                 | Jade Carey (USA)                              | Jordan Chiles (USA)                                           | Coline Devillard (FRA)                        |
| 2023    | Anvers                                    | Rebeca Andrade (BRA)                          | Simone Biles (USA)                                            | Yeo Seo-jeong (KOR)                           |

## Tableau des médailles
mis à jour après les championnats du monde de 2023.
| Rang  | Nation          | Or | Argent | Bronze | Total |
| ----- | --------------- | -- | ------ | ------ | ----- |
| 1     | Russie          | 12 | 13     | 6      | 31    |
| 2     | États-Unis      | 7  | 8      | 4      | 19    |
| 3     | Roumanie        | 6  | 9      | 6      | 21    |
| 4     | Chine           | 3  | 1      | -      | 4     |
| 5     | Tchécoslovaquie | 3  | -      | 1      | 4     |
| 6     | Allemagne       | 2  | 3      | 5      | 10    |
| 7     | Brésil          | 2  | -      | 1      | 3     |
| 8     | Corée du Nord   | 1  | 3      | 1      | 5     |
| 9     | Ouzbékistan     | 1  | 2      | 2      | 5     |
| 10    | Hongrie         | 1  | 1      | -      | 2     |
| 11    | Suède           | 1  | -      | 1      | 2     |
| 12    | Pologne         | 1  | -      | -      | 1     |
| 12    | Bulgarie        | 1  | -      | -      | 1     |
| 12    | Biélorussie     | 1  | -      | -      | 1     |
| 12    | Ukraine         | 1  | -      | -      | 2     |
| 16    | Suisse          | -  | 1      | 1      | 2     |
| 17    | Autriche        | -  | 1      | -      | 1     |
| 17    | Canada          | -  | 1      | -      | 1     |
| 17    | Italie          | -  | 1      | -      | 1     |
| 20    | France          | -  | -      | 3      | 3     |
| 21    | Cuba            | -  | -      | 1      | 1     |
| 21    | Viêt Nam        | -  | -      | 1      | 1     |
| 21    | Mexique         | -  | -      | 1      | 1     |
| 21    | Grande-Bretagne | -  | -      | 1      | 1     |
| 21    | Corée du Sud    | -  | -      | 1      | 1     |
| 21    | RGF             | -  | -      | 1      | 1     |
| TOTAL | TOTAL           | 43 | 44     | 37     | 124   |